# Pax (Mythologie)

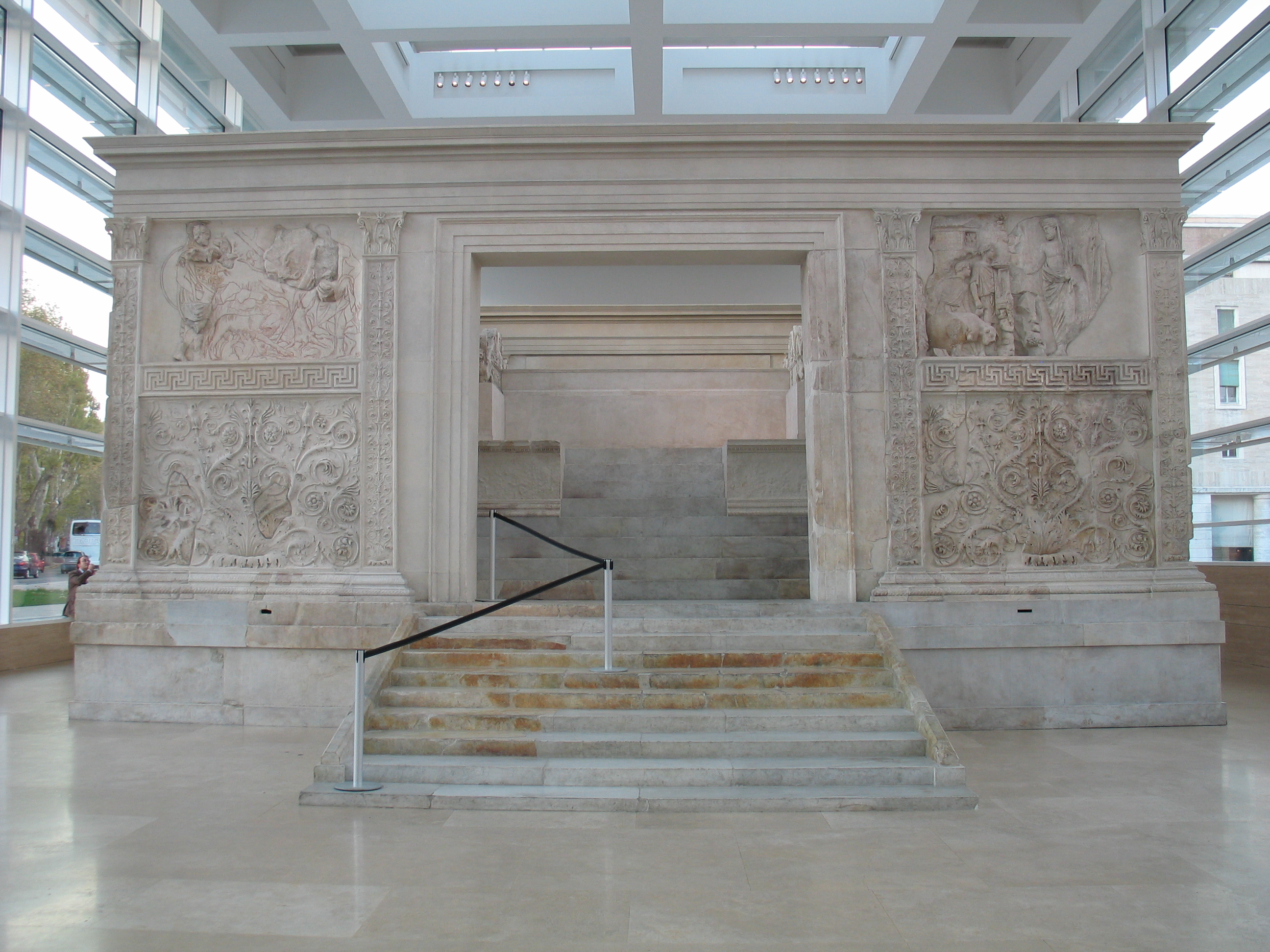
Ara Pacis Augustae in Rom

Pax (lateinisch „Frieden“) ist in der Römischen Mythologie die Personifikation des Friedens.
Ihre griechische Entsprechung ist Eirene, die Tochter von Zeus und Themis.
Sie war seit der Herrschaft des Augustus Patronin und Ausdruck von dessen politischem Programm, der Pax Romana.
Er unterstützte ihren Kult, indem er ihr Statuen und Altäre widmete und gelobte am 7. Juli 13 v. Chr. die Errichtung der Ara Pacis auf dem Marsfeld (Campus Martius), die am 30. Januar 9 v. Chr. geweiht wurde.
Ein weiterer Tempel der Pax, das Templum Pacis, wurde 75 n. Chr.  von Vespasian errichtet und erinnerte an den römischen Sieg im Krieg gegen die Juden.
Sie wird meist mit den Attributen Olive, Olivenzweig, Füllhorn und einem Zepter dargestellt. Zudem findet man auch Abbildungen mit Lorbeer, Lanze, Helm und Schild.